# Bodo Wallbrecht
Bodo Wallbrecht († 7. November 1968) war ein deutscher Bauingenieur und Unternehmer.

## Werdegang
Wallbrecht wurde als Sohn des Bauunternehmers Wilhelm Wallbrecht geboren. Nach Ausbildung zum Bauingenieur trat er 1935 gemeinsam mit seinem Bruder, dem Kaufmann Wilhelm Wallbrecht, in das väterliche Unternehmen ein und übernahm die Leitung der Niederlassung in Hannover. 1942 starb der Vater und die beiden Brüder übernahmen die Leitung der Firma.
Daneben stand er in verschiedenen Arbeitgeber- und Industrieverbänden in leitender Stellung. Er war Vorsitzender der Landesvereinigung niedersächsischer Arbeitgeberverbände und Vorsitzender des Verbandes der Bauindustrie für Niedersachsen sowie Vorstandsmitglied des Hauptverbands der Deutschen Bauindustrie. Von 1963 bis 1967 war er Präsident der Unternehmerverbände Niedersachsen.

## Ehrungen
- 1967: Großes Verdienstkreuz der Bundesrepublik Deutschland
- Ehrendoktor der Technischen Hochschule Hannover